# 高山青
《高山青》，又名《阿里山的姑娘》，改编自台湾民谣，描述阿里山與鄒族的景色。
本曲並非鄒族曲調，其作曲、作詞皆為中國漢族人士。

## 歷史
1949年電影《阿里山風雲》之主題歌《阿里山的姑娘》，填詞者為鄧禹平（時任場記，四川人，定居臺灣），作曲者為张彻。李影及歌星紫薇認證，目前版權登記於聯合導演張徹名下），首唱為女主角吳驚鴻掛名（陳明律主唱，因臺師大不得商業演出規定，未掛名，今聲樂家，亦〈一朵小花〉原唱，周藍萍曲）。百代天使唱片發行。
1952年著名音樂家黃友棣將之編曲為《阿里山之歌》---鄧禹平詞、黃友棣編曲、青山唱。
後來有人將《阿里山之歌》改名為《高山青》並明載為鄧禹平詞、黃友棣編曲、青山唱，此乃目前傳唱、歌手們所採用之《高山青》。
1964年電影《小雲雀》版《阿里山的姑娘》由顧媚主唱，一樣由百代天使發行（1966年），3AEX-314。

## 影響
《阿里山風雲》是台灣戰後拍攝地第一部「國語電影」片，而高山青也隨電影上映而傳唱到大陸，與吳鳳神話一併構成漢人對於阿里山鄒族的刻板印象。1949年兩岸分治之後，高山青是少數在大陸流傳和台灣相關的歌曲，而兩岸的音樂課本皆曾收錄此曲，更是少數兩岸都能傳唱的歌曲。而阿里山也成為許多大陸人對台灣認知的代表景點之一。
2007年，中國第一顆探月衛星嫦娥一號選用這首歌曲搭載。2010年也被选作广州亚运会开幕式中华台北代表团的进场音乐。

## 歌詞介紹
描述阿里山的高山青、澗水藍，後轉歌詠阿里山姑娘美、少年壯，並且永不分。

## 相關
- 高一生 - 鄒族作曲家，後因二二八事件槍決。